# 왕숙 (춘추)
왕숙(王叔)은 춘추 시대 주나라의 제후국이다. 국성은 희(姬)로, 주 양왕이 주 희왕의 아들 왕숙 문공을 봉한 것이 시작이다. 현재의 허난성 멍진현 서남쪽에 위치했으며, 역대 군주가 모두 왕실의 경사(卿士)를 지냈다. 기원전 563년, 왕숙진생이 백여(伯舆)와 정쟁을 벌였는데 주 영왕이 백여의 편을 들자 왕숙진생은 노하여 진나라로 도주하였다.